# Ribadesella
Ribadesella (en asturiano: Ribeseya) es un concejo de la comunidad autónoma del Principado de Asturias, España. Limita al norte con el mar Cantábrico, al este con Llanes, al sur con Cangas de Onís y Parres y al oeste con Caravia. Fundada por Alfonso X el Sabio, fue uno de los principales puertos asturianos del siglo XIX. Cuenta con una población de 5688 habitantes según el padrón a 1 de enero de 2020.
El concejo cuenta también con numerosas empresas dedicadas al deporte de aventura, como piragüismo, espeleología o escalada. El primer sábado de agosto después del día 2 se celebra el famoso Descenso Internacional del Sella, donde acuden deportistas de todo el mundo y se celebra una gran fiesta declarada de Interés Turístico Internacional.
También este concejo destaca por la variedad turística que ofrece, sobre todo por las actividades que rodean a la cueva de Tito Bustillo, famosa por sus pinturas prehistóricas y por las huellas de dinosaurio.

## Toponimia
El 18 de mayo de 2010, en virtud al Decreto 46/2010, de 18 de mayo, el gobierno del Principado de Asturias hace oficiales los nombres tradicionales asturianos para los núcleos de población del concejo. La aprobación del topónimo 'Ribeseya' fue cuestionada por tres filólogos (Fernando Álvarez Balbuena, Ramón de Andrés y Ramón Sordo Sotres) que participaron en el trabajo de campo que sirvió de base para fijar los nombres elegidos, proponiendo en su lugar los topónimos "Ribasella" y "Ribaesella".

## Geografía

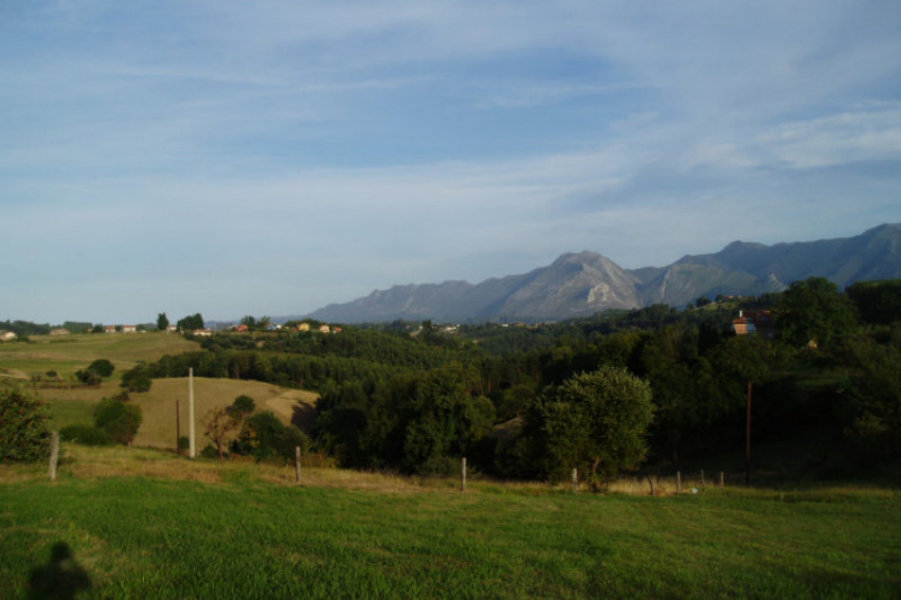
Sierra de la Escapa

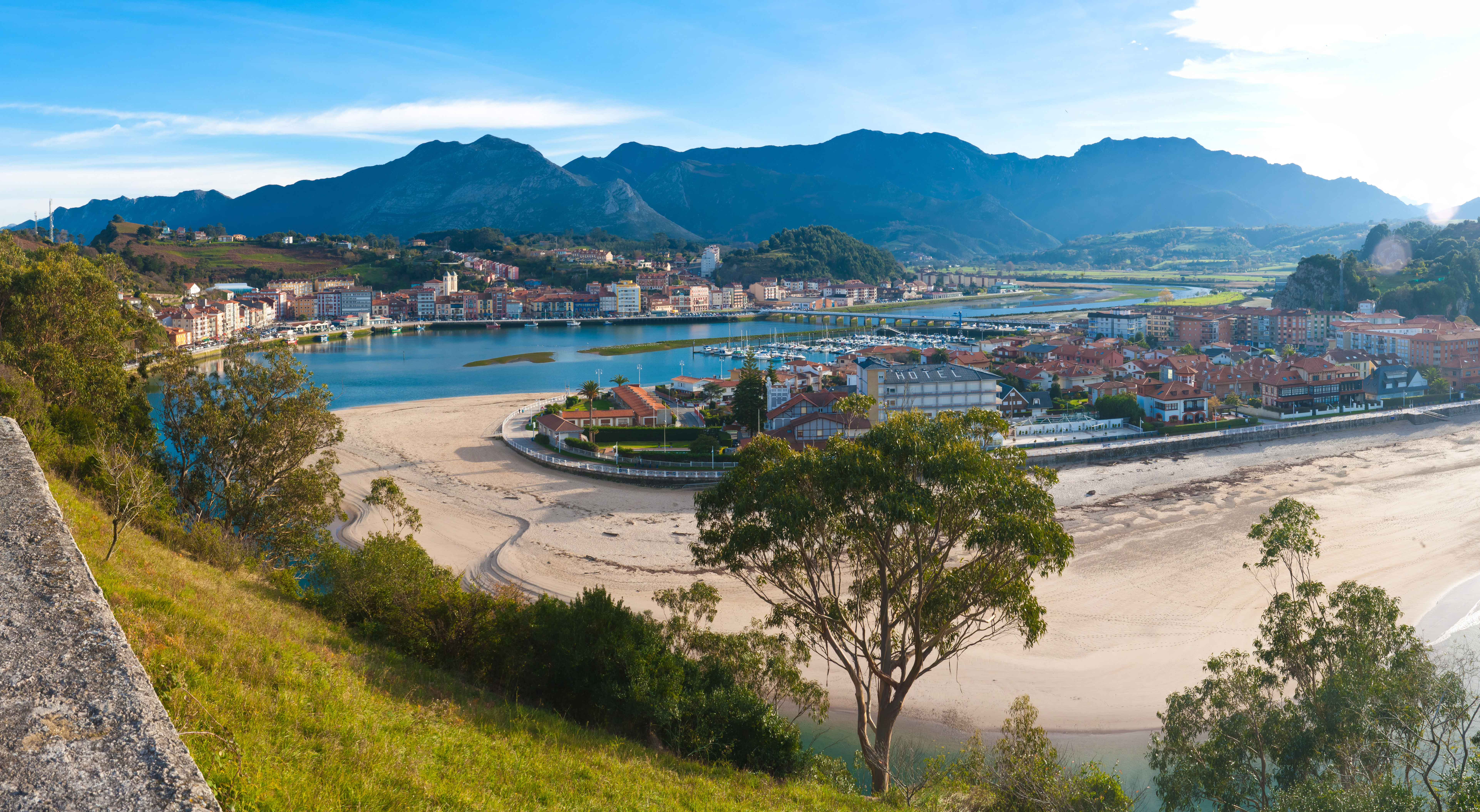
Vista general de la villa

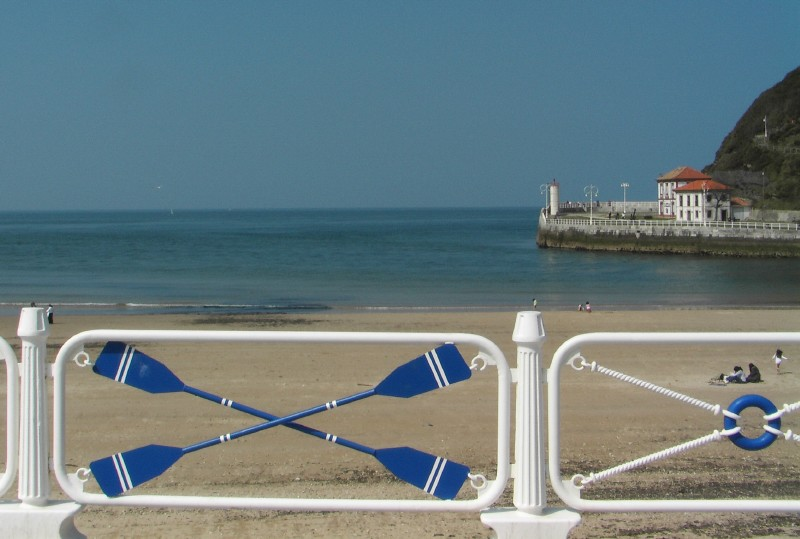
Playa de Santa Marina

Integrado en la comarca de Oriente de Asturias, se sitúa a 78 kilómetros de Oviedo. El término municipal está atravesado por la autovía A-8, por la carretera nacional N-634, que se dirige hacia Oviedo, por la carretera nacional N-632, que se dirige hacia Gijón, por las carreteras locales de 1.º orden AS-341 y AS-379, que conectan con Arriondas y Llanes, respectivamente, además de por carreteras locales de 2.º orden que permiten la comunicación entre las pedanías del municipio.
El concejo de Ribadesella posee una elevada diversidad paisajística: un río, montes escarpados próximos al mar, macizos kársticos y un litoral en el que se alternan las playas, las praderías, los pedrales y los acantilados. El río Sella, muy conocido por su «Descenso», desemboca en la villa convertido ya en ría. Sus dos afluentes principales vierten sus aguas en el Sella horadando el corazón del macizo rocoso de su margen izquierda: el arroyo de Cueves y el río San Miguel. Otros cursos fluviales de interés en el concejo son el arroyo de Lloviu, que baja al Sella atravesando la cueva del Tinganón, el Guadamía, que sirve de frontera ente los territorios de Ribadesella y Llanes, y el río de Torre, que en realidad son dos, el Acebo y el Utrera, que se unen en esta aldea. El arroyo Cerracín marca la línea occidental del municipio y el límite con Caravia.
El concejo riosellano posee algunas montañas considerables, algo infrecuente tan cerca del mar. La cumbre más alta pertenece a la Sierra de Escapa y es el monte Mofrechu, de 897 m, que está en el límite con Cangas de Onís, al sureste. Otras montañas notables son la Peña Pagadín (419 m), y La Peruyalina (493 m). Al oeste del concejo llega la cola de las estribaciones de la Sierra del Fitu (538 m), colindante con Caravia. La altitud del municipio oscila entre los 897 m (Mofrechu) y el nivel del mar. La villa se alza a 5 m sobre el nivel del mar.
La playa más importante del concejo es la de Santa Marina. Está enclavada junto a la desembocadura del Sella y forma una amplia concha flanqueada por dos montes, el Somos, donde está el faro, y el Corveru, que protege la entrada del puerto. La otra playa urbana del concejo es la de La Atalaya, una cala muy próxima a la villa. La línea costera del concejo es abrupta a excepción de las playas de la villa y del arenal de Vega, una playa de 1,6 km de longitud a marea baja. Otras playas a tener en cuenta son Playa de Arra, Playa de El Portiello, Playa de Tereñes, y Playa de Aberdil. La playa de Guadamía, que sirve de frontera entre los concejos de Llanes y Ribadesella, en el pueblo de Cuerres, se trata de una gran ría, rodeada de vegetación, que, en pleamar, asemeja una piscina, pero en bajamar deja un gran espacio de arena.
| Noroeste: Mar Cantábrico | Norte: Mar Cantábrico | Noreste: Mar Cantábrico |
| Oeste: Caravia           |                       | Este: Llanes            |
| Suroeste: Parres         | Sur: Cangas de Onís   | Sureste: Llanes         |

### Clima
Su clima presenta los mismos rasgos que todos los concejos marítimos de la región, caracterizándose por tener unas condiciones benignas en todo el territorio, con unas temperaturas suaves y templadas, y un porcentaje de humedad bastante alto. Así, la temperatura media anual se sitúa en torno a los 16 °C, siendo predominantes los vientos de dirección norte, presentándose con una mayor frecuencia los del nordeste.
Debido al clima suave y húmedo del concejo, y gracias, sobre todo, a las últimas repoblaciones, abundan las coníferas y los eucaliptos, siendo escasa la superficie ocupada en relación con el total.

## Historia

### Prehistoria
Ya desde los tiempos prehistóricos del paleolítico, el territorio de Ribadesella estuvo colonizado por la especie humana, como así lo demuestran los importantes descubrimientos hallados en diversas cuevas y abrigos naturales localizados en distintos puntos del concejo, destacando sobremanera la cueva de Tito Bustillo, que nos deja unas impresionantes representaciones del arte rupestre, estando cubiertas sus paredes por diversos grabados que nos muestran figuras de animales y signos que nos sitúan en la edad magdaleniense.
Las primeras referencias que tenemos escritas datan del siglo I a. C. y son del griego Estrabón, que nos habla de la ría de "Noega" que separaba “a los Astures de los Cántabros”. Las gentes de Ribadesella de la época llevaban el nombre de Salaenos y dominaban Colunga, Arriondas y Llanes.

### Edad Antigua
Tras la victoria romana, estos deciden dividir a la población por el río Sella, incluyendo a la gente astur en Lusitania y a la cántabra en la Tarraconense.
La fundación formal de la villa se hace en el siglo XIII bajo mandato del rey Alfonso X el Sabio, con la unión de los territorios de Leces y Meluerda, uno a cada lado del río, y se forma el ente municipal que perdura hasta nuestros días. La nueva población es dotada de una carta puebla de derechos civiles y de un gobierno tutelado por la corona.

### Edades Media y Moderna

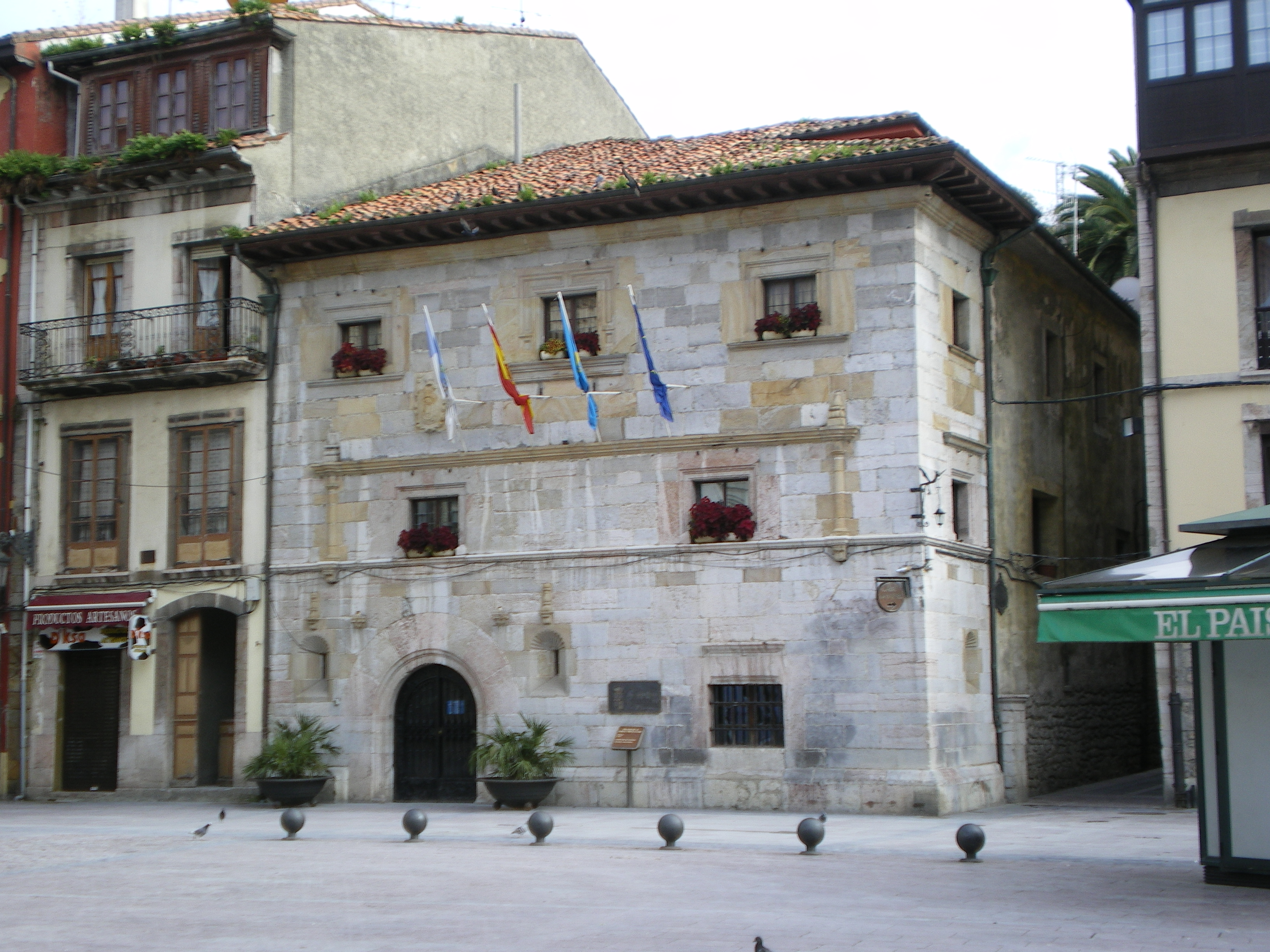
Casa consistorial

Durante la Edad Media la villa vivía un momento de esplendor gracias a los astilleros que se nutrían de la madera que se hacía bajar por el Sella, y al comercio marítimo, especialmente de la sal (indispensable para la salazón de los pescados). Sin embargo, la actividad más rentable era la captura de los salmones en el Sella, controlada por los “Mareantes”, y las cazas de las ballenas que invernaban en esas aguas. A consecuencia de esto se deriva la Casa de las ballenas que perdura en la villa hasta el siglo XIX.
En el plano político, Ribadesella pasó a ser una plaza muy disputada gracias a sus innumerables fuentes de riqueza y por su estratégica situación geográfica. Es aquí cuando la casa de Quiñones se adueña de la villa en tiempos de Juan II, volviéndose a incorporar a la corona en tiempos de los Reyes Católicos que desalojan a la familia Quiñones de sus posesiones.
En el siglo XVI tiene lugar un acontecimiento histórico para la villa como es la llegada del emperador Carlos I de España, a raíz de la cual se festeja el acontecimiento durante dos días seguidos. Es en esta etapa cuando se fortifica el recinto de la ermita de la Guía para defender el puerto de pueblos enemigos. Es una época de relativa tranquilidad en lo referente a la seguridad.
Durante el siglo XVII se intentó crear en Ribadesella el puerto principal de Asturias, además de enlace con la meseta, presentando un proyecto de carretera por Ponga, pero por influencias de Jovellanos, finalmente recayó en el puerto de Gijón que proyectaba la carretera de Pajares para el acceso a la meseta por León. No por esto se estancó la villa, pues Carlos III donó 100 000 reales para las obras de ensanche y mejora del puerto que serían finalizadas un siglo después.

### Edad Contemporánea
La invasión francesa paraliza los trabajos y Ribadesella fue utilizada como cuartel de retaguardia y avituallamiento por el general Francisco Ballesteros, cayendo derrotado por las líneas del general galo Bonet en 1810 y sufriendo de nuevo el pueblo los rigores de otra ocupación.
En 1865 se construye el primer puente de madera sobre el río Sella, que sería sustituido por uno de hierro en 1898 diseñado por José Eugenio Ribera, siendo este destruido durante la guerra civil española en 1937 y reconstruyéndose definitivamente en 1940 en hormigón, que es como lo conocemos en la actualidad. Durante las décadas de los 60 y 70 se urbaniza el Arenal de la playa de Santa Marina quedando configurada la villa tal como hoy la conocemos, donde la construcción de viviendas, el turismo, el consumismo, las nuevas costumbres y las tecnologías hacen de la villa riosellana una villa moderna.

## Demografía
Ribadesella cuenta con una población de 5552 habitantes (INE 2024).
| Gráfica de evolución demográfica de Ribadesella entre 1842 y 2021                                                   |
| |
| Población de derecho según los censos de población del INE Población de hecho según los censos de población del INE |

Desde que en 1920 se alcanzara el hito histórico de 9173 habitantes de derecho, Ribadesella se ha caracterizado desde ese momento por ser un concejo migratorio y mal distribuido, pues la capital ha pasado de aglutinar al 23 % del total de la población en 1910 a la concentración actual de casi el 50 %, estando muchos pueblos casi desiertos. Así, en la década de los sesenta es donde más se deja ver este fenómeno migratorio, produciéndose al mismo tiempo el proceso de concentración en torno a la capital del concejo. Todo esto nos deja unas estructuras demográficas bastantes desequilibradas, con un progresivo aumento del envejecimiento, ayudado por el descenso de la natalidad, y una relación de sexos bastante más favorable para el femenino. El municipio tiene una superficie de 84,37 km². De acuerdo con el último padrón la densidad de población es de 65,76 hab./km².

#### Distribución por núcleos poblacionales
Los datos manejados por el INE en 2023, comparada con el año anterior, la población riosellana se distribuía de la siguiente forma:
| Parroquia              | 2023    | 2023    | 2023  | 2023  | 2022    | 2022    | 2022  | 2022  | ∆         |
| Parroquia              | Mujeres | Varones | Total | %     | Mujeres | Varones | Total | %     | 2023-2022 |
| Berbes                 | 44      | 37      | 81    | 1,46  | 42      | 38      | 80    | 1,42  | 0,04 %    |
| Collera                | 355     | 370     | 725   | 13,07 | 365     | 374     | 739   | 13,10 | -0,03 %   |
| Xuncu                  | 56      | 67      | 123   | 2,22  | 67      | 71      | 138   | 2,45  | -0,23 %   |
| San Esteban            | 565     | 565     | 1130  | 20,37 | 573     | 561     | 1134  | 20,10 | 0,27 %    |
| Llinares               | 55      | 57      | 112   | 2,02  | 57      | 57      | 114   | 2,02  | 0,00 %    |
| Moru                   | 156     | 144     | 300   | 5,41  | 160     | 148     | 308   | 5,46  | -0,05 %   |
| Ribadesella / Ribeseya | 1433    | 1168    | 2601  | 46,88 | 1487    | 1199    | 2686  | 47,24 | -0,39 %   |
| Santianes del Agua     | 62      | 52      | 114   | 2,05  | 63      | 55      | 118   | 2,09  | -0,04 %   |
| Samiguel d'Ucio        | 184     | 178     | 362   | 6,52  | 186     | 178     | 364   | 6,45  | 0,07 %    |
| Total                  | 2910    | 2638    | 5548  |       | 2970    | 2672    | 5642  |       | -1,67 %   |

#### Distribución por grupos de edad
Los datos de la pirámide de población de 2022 se pueden resumir así:
- La población menor de 20 años es el 13,12 % del total.
- La comprendida entre 20-40 años es el 17,58 %.
- La comprendida entre 40-60 años es el 31,59 %.
- La mayor de 60 años es el 39,01 %.

| Edad    | 0 a 4   | 5 a 9   | 10 a 14 | 15 a 19 | 20 a 24 | 25 a 29 | 30 a 34 | 35 a 39 | 40 a 44 | 45 a 49  |
| Hombres | 75      | 84      | 108     | 107     | 112     | 97      | 117     | 151     | 211     | 229      |
| Mujeres | 73      | 86      | 108     | 105     | 132     | 117     | 118     | 156     | 210     | 223      |
| Total   | 148     | 170     | 216     | 212     | 244     | 214     | 235     | 307     | 421     | 452      |
| %       | 2,62    | 3,01    | 3,83    | 3,76    | 4,32    | 3,79    | 4,17    | 5,44    | 7,46    | 8,01     |
| Edad    | 50 a 54 | 55 a 59 | 60 a 64 | 65 a 69 | 70 a 74 | 75 a 79 | 80 a 84 | 85 a 89 | 90 a 94 | 95 y más |
| Hombres | 217     | 243     | 223     | 220     | 170     | 127     | 92      | 54      | 22      | 3        |
| Mujeres | 213     | 251     | 256     | 219     | 189     | 164     | 129     | 132     | 64      | 28       |
| Total   | 430     | 494     | 479     | 439     | 359     | 291     | 221     | 186     | 86      | 31       |
| %       | 7,62    | 8,76    | 8.49    | 7,78    | 6,36    | 5,16    | 3,92    | 3,30    | 1,52    | 0,55     |

## Economía
Respecto a la actividad económica, el concejo de Ribadesella siempre se caracterizó por mostrarnos a lo largo de la historia una dualidad económica muy significativa: una pesquera y comercial en la capital, y otra ganadera y agrícola en el resto del concejo.
Hoy, sin embargo, la situación ha cambiado considerablemente, destacando sobre todo el sector terciario que se lleva el 57,12 % del empleo gracias sobre todo a la actividad turística, siendo el comercio y la hostelería las que ofrecen un mayor número de empleos, presentando un alto grado de equipamiento turístico que le hacen convertirse, junto con el vecino concejo de Llanes, en el lugar preferido por muchas personas para disfrutar de las épocas de descanso.
El sector primario va perdiendo fuerza con el paso del tiempo, ocupando en la actualidad al 16,10 % de la población activa, siendo la ganadería la actividad que mayor número de empleos genera. Básicamente, se trabaja con el ganado bovino, estando su producción claramente orientada al sector lácteo. El sector pesquero, antiguo soporte de la economía del concejo, también se ha resentido hoy en día, representando actualmente a sólo un 2 % del empleo local.
El sector secundario y de la construcción, ocupa el 26,78 %, sobresaliendo ese último sector, que ha crecido bastante en estas últimas décadas, coincidiendo con el despegue en toda la región. Otras actividades industriales con representación son las madereras, extractivas de metales y alimentación, aunque estas últimas en claro proceso regresivo. La mayor parte de esta actividad secundaria se concentra en la villa capital y en la localidad de Llovio.

## Administración y política

### Gobierno municipal
En el concejo de Ribadesella, desde 1979, el partido que más tiempo ha gobernado ha sido el PSOE. El actual alcalde es Paulo García (PP).
| Periodo   | Nombre                             | Partido | Partido                                    |
| --------- | ---------------------------------- | ------- | ------------------------------------------ |
| 1979-1991 | Juan Antonio Ureta Sánchez         |         | Federación Socialista Asturiana (FSA-PSOE) |
| 1991-1994 | Juan Antonio Ureta Sánchez         |         | Independiente                              |
| 1994-1995 | Carlos Piélagos Pérez              |         | Independiente                              |
| 1995-1999 | José Miranda Reigada               |         | Partido Popular (PP)                       |
| 1999-2000 | José Miranda Reigada               |         | Unión Renovadora Asturiana (URAS)          |
| 2000-2003 | José Miranda Reigada               |         | Grupo Mixto                                |
| 2003-2007 | José Miranda Reigada               |         | Partido Popular (PP)                       |
| 2007-2011 | Ramón Canal Tirador                |         | Federación Socialista Asturiana (FSA-PSOE) |
| 2011-2019 | Rosario Montserrat Fernández Román |         | Foro Asturias (FAC)                        |
| 2019-2023 | Ramón Canal Tirador                |         | Federación Socialista Asturiana (FSA-PSOE) |
| 2023-act. | Paulo García Díaz                  |         | Partido Popular (PP)                       |

| Partido político    | Partido político                                                                       | 1979   | 1983   | 1987   | 1991   | 1995   | 1999   | 2003   | 2007   | 2011   | 2015   | 2019   | 2023   |
| Partido político    | Partido político                                                                       | Ediles | Ediles | Ediles | Ediles | Ediles | Ediles | Ediles | Ediles | Ediles | Ediles | Ediles | Ediles |
|                     | Foro Asturias (FAC)                                                                    | —      | —      | —      | —      | —      | —      | —      | —      | 5      | 7      | 3      | 1      |
|                     | Federación Socialista Asturiana (FSA-PSOE)                                             | 4      | 7      | 6      | 3      | 5      | 5      | 5      | 4      | 4      | 2      | 4      | 4      |
|                     | Partido Comunista de España (PCE)-Izquierda Unida (IU)-Bloque por Asturies (BA)-Pueblu | 3      | 1      | 2      | 1      | 1      | 1      | 1      | 3      | 2      | 2      | 2      | 1      |
|                     | Partido Popular (PP)                                                                   | —      | 3      | 3      | 3      | 5      | 2      | 7      | 6      | 2      | 2      | 3      | 5      |
|                     | Ciudadanos (CS)                                                                        | —      | —      | —      | —      | —      | —      | —      | 0      | 0      | 0      | 1      | —      |
|                     | Unión de Centro Democrático (UCD)-Centro Democrático y Social (CDS)                    | 6      | 1      | 2      | 0      | —      | —      | —      | —      | —      | —      | —      | —      |
|                     | Grupo Social Independiente (GSI)                                                       | —      | —      | —      | 6      | 2      | —      | —      | —      | —      | —      | —      | —      |
|                     | Unión Renovadora Asturiana (URAS)                                                      | —      | —      | —      | —      | —      | 5      | 0      | 0      | —      | —      | —      | —      |
|                     | Independientes                                                                         | —      | 1      | —      | —      | —      | —      | —      | —      | —      | —      | —      | —      |
|                     | Vox                                                                                    | —      | —      | —      | —      | —      | —      | —      | —      | —      | —      | —      | 1      |
|                     | Impulsa Ribadesella                                                                    | —      | —      | —      | —      | —      | —      | —      | —      | —      | —      | —      | 1      |
| Total de concejales | Total de concejales                                                                    | 13     | 13     | 13     | 13     | 13     | 13     | 13     | 13     | 13     | 13     | 13     | 13     |

### Organización territorial
El concejo de Ribadesella está formado por 9 parroquias que incluyen un total de 38 núcleos de población:
| Parroquia            | Núcleos de población |
| -------------------- | --- |
| Berbes               | Berbes |
| Collera              | Camango/Camangu, Collera, Cuerres, Meluerda y Toriello/Toriellu                                                         |
| Junco/Xuncu          | Cuevas/Cueves y Junco/Xuncu                                                                                             |
| Leces                | Abeo/Abéu, Barredo/Barréu, Bones, Pando/Pandu, San Esteban, San Pedro/San Pedru, Tereñes, Torre, Urb. Astursella y Vega |
| Linares/Llinares     | Alea, Calabrez y Linares/Llinares                                                                                       |
| Moro/Moru            | El Carmen/El Carme, Fresno/Fresnu, La Granda, Nocedo/Nocéu, Sardedo/Sardéu, Soto/Sotu, Tezangos y Tresmonte             |
| Ribadesella/Ribeseya | Ribadesella/Ribeseya |
| Santianes            | Fríes, Llovio/Lloviu, Omedina y Santianes                                                                               |
| Ucio/Samiguel d'Ucio | Ardines, Sardalla, Sebreño/Sebreñu y Ucio/Samiguel d'Ucio                                                               |

## Cultura

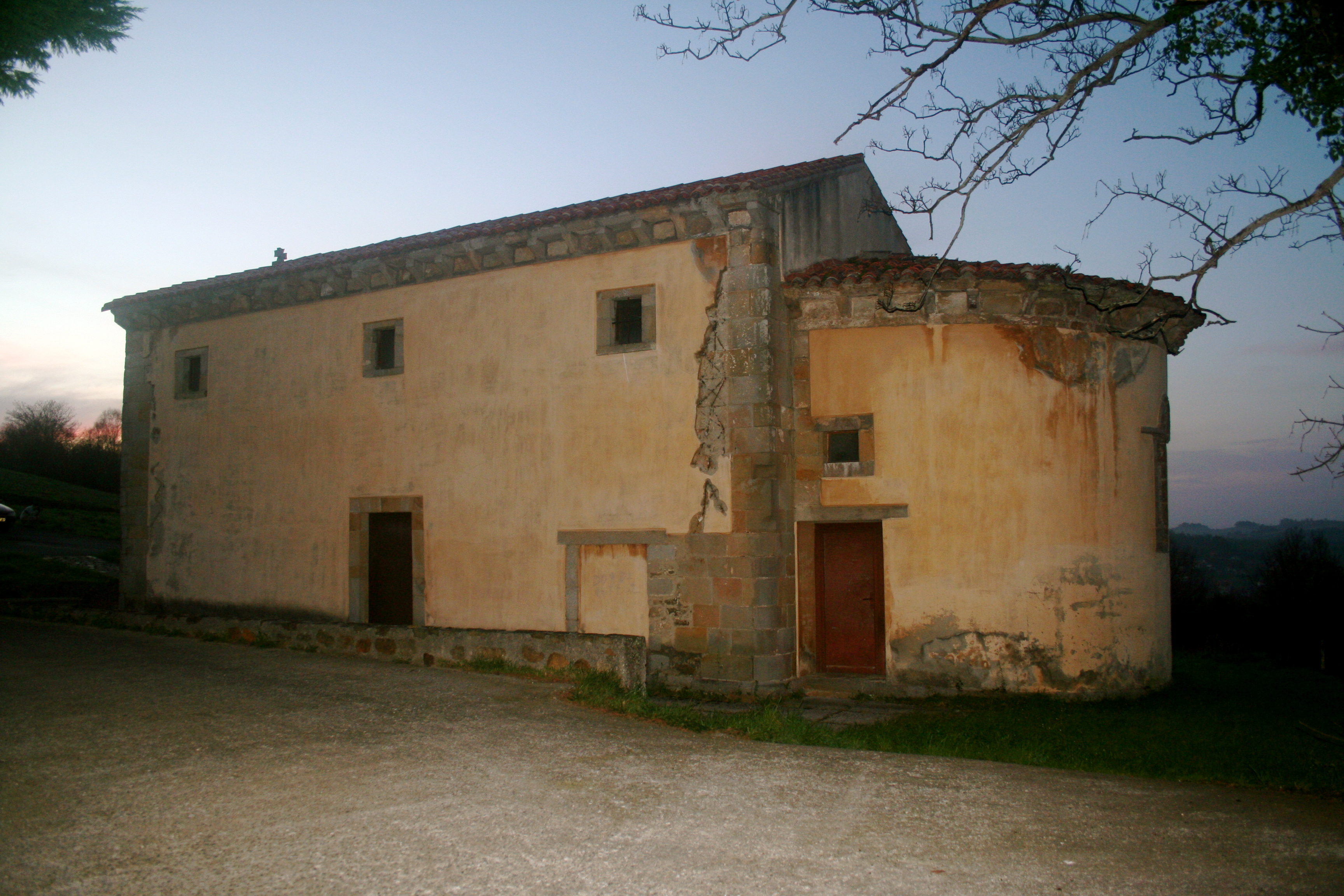
Iglesia de Santa María de Junco

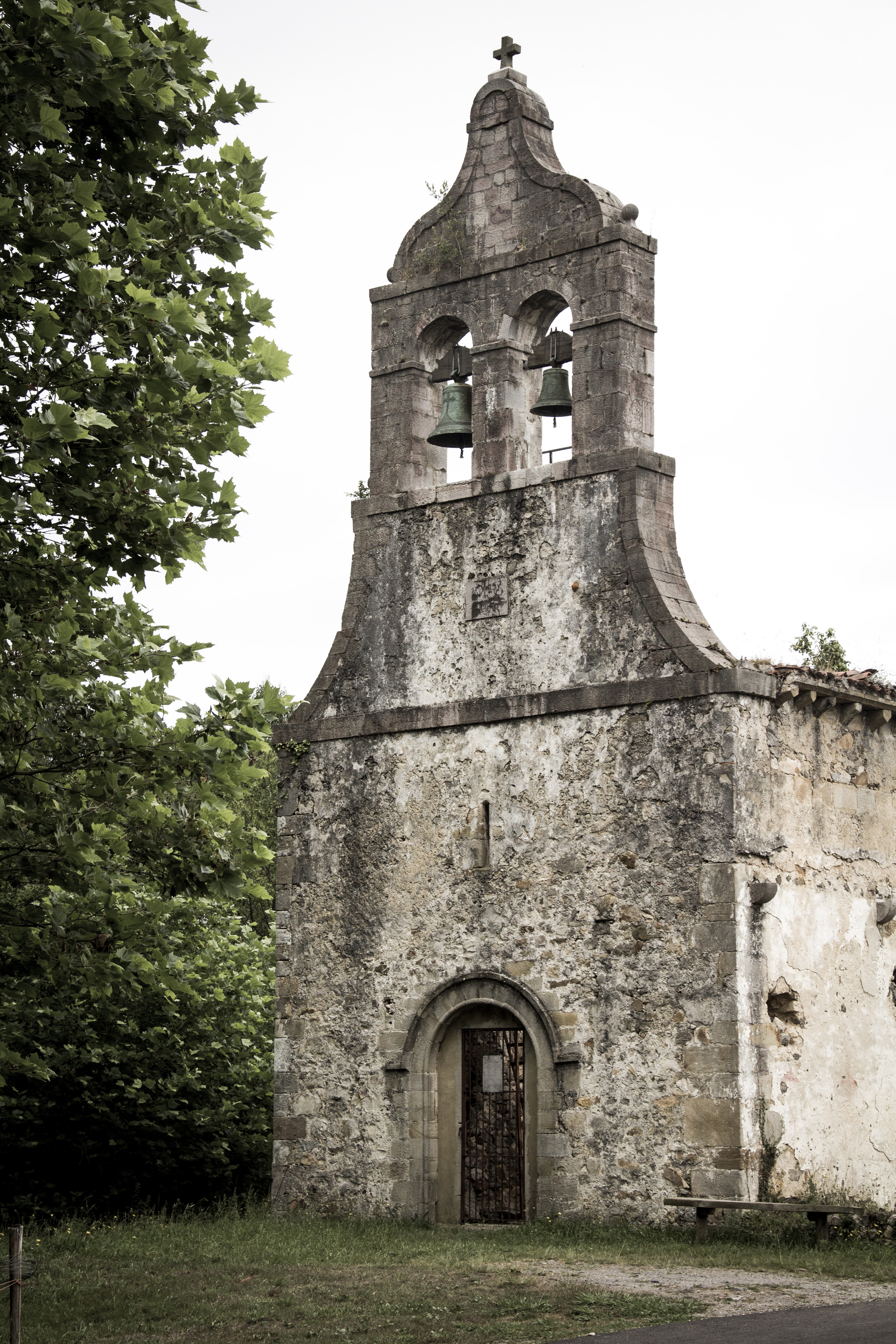
San Salvador de Moru

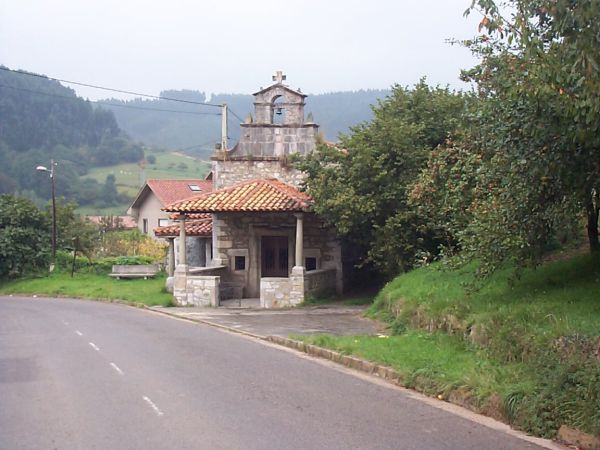
Capilla de Santa Rita, Barreu

### Patrimonio
Ribadesella tiene un gran patrimonio monumental, con descubrimientos que datan ya de la edad jurásica, como son las huellas de dinosaurios encontradas en los acantilados de Vega, en los de Tereñes y en la parte occidental de la playa de Ribadesella. También han sido encontrados diversos yacimientos prehistóricos, como los encontrados en las cuevas de Cueva Rosa, La Lloseta, Tenis, Les Pedroses, San Antonio, y sobre todo y destacando entre todas las de la cueva de Tito Bustillo, que nos muestran útiles varios de la época, pinturas y mobiliario prehistórico; y que está incluida en la lista de Patrimonio de la Humanidad. De sus paredes cuelgan pinturas y grabados únicos, equiparables por su calidad a los más famosos de España y Francia, y que representan a más de un centenar de figuras de animales y signos de la época magdaleniense.
Su representación arquitectónica también es amplia y extensa, ya sean éstas edificaciones religiosas, civiles y populares. De este modo, religiosamente hablando, destaca de entre todas la iglesia de Santa María de Junco, de la época románica de nave única, planta rectangular y con ábside semicircular que va precedido de un tramo recto. En el interior podemos contemplar una buena decoración, que se centra principalmente en la cabecera. El arco de triunfo se apoya en seis columnas con capiteles en los que hay interesantes representaciones de cabezas monstruosas. En la bóveda del ábside tenemos restos de pintura de temática vegetal.
Un importante santuario medieval es el de San Mamés de Cuerres, erigido en honor del joven mártir en el siglo XIV. Presenta en su interior una magnífica bóveda de piedra en la que pueden apreciarse cruces y grabados de la época. Junto a la moderna imagen del santo, tallada en madera, se encuentran San Antón y la Virgen del Rosario. Justo enfrente del santuario se localiza la Fuente de los Peregrinos, que data de la misma época.
En la localidad de Leces tenemos el templo de San Esteban, la cual conserva restos románicos, como el presbítero y dos capiteles decorados con aves. También hay que hablar de la capilla de la Virgen de la Guía, construida en el siglo XVI de estilo protorrenacentista. Fue creada por el gremio de mareantes y conserva una gran elegancia su fachada lateral, realizada en sillares bien escuadrados como fondo.
De la época barroca hay que destacar la capilla de Santa Rita en Barreu, construida en 1783, y la iglesia de San Martín de Collera. Por último, reseñar la más moderna de las construcciones religiosas que es la iglesia de Santa María Magdalena en la capital, que fue construida en 1936, en la que destacan los frescos que adornan los techos pintados por los hermanos riosellanos Uría-Aza.
Por lo que respecta a la arquitectura civil, mencionamos dos torres de la época medieval situadas en Junco y San Esteban de Leces. La torre de Junco, data del siglo XIV, y es una construcción de sólida apariencia y escasa apertura de vanos. La torre de San Esteban, también presenta planta cuadrada, perteneció a la familia Ruiz de Junco.
También importante es la actual sede del ayuntamiento riosellano, antiguo palacio de Prieto Cutre, obra muy significativa del siglo XVI. Presenta una excelente y sobria fachada plateresca. Para la puerta, hueco semicircular, se han utilizado grandes dovelas. La ornamentación queda restringida a una fina moldura horizontal que circunda los vanos.
En Sebreño tenemos el palacio de los Junco, del siglo XVI, y reconstruido en el siglo XVIII. Está estructurado en planta en forma de “U”, presentando un aspecto externo diferente al de los urbanos, pues está pensado para adaptarse a las exigencias de la actividad agraria del ámbito rural.
Otra obra palaciega la encontramos en Alea, con un palacio al que se le han ido adosando nuevas construcciones, constituyendo el antiguo torreón su punto central. Del siglo XIX destacaremos los de Linares, Montoto en Torre y el de Piles en Collera. Estos dos últimos muestran similitud en algunas de sus características, como el uso de vanos de cantería, balcones bien proporcionados y división en tres plantas delimitadas por líneas de imposta. Ya en la capital podemos contemplar un conjunto arquitectónico de interés, como la casa del Collado o del Escudo, donde nació el pintor Darío de Regoyos, y la casa Ardines, así como el recientemente remodelado palacio de la familia Prieto.
Los primeros años del siglo XX traen consigo la edificación alrededor del arenal de Santa Marina con el impulso de la marquesa de Argüelles, de palacios de carácter residencial y de ostentosos chalés que representan el poder monetario de la población indiana de la época. Destacan entre estos chalés de indianos Villa Rosario, hoy convertido en hotel, con un interesante tejado de tejas vitrificadas y el de los hermanos Uría-Aza que cuenta con una colección de escultura al aire libre.

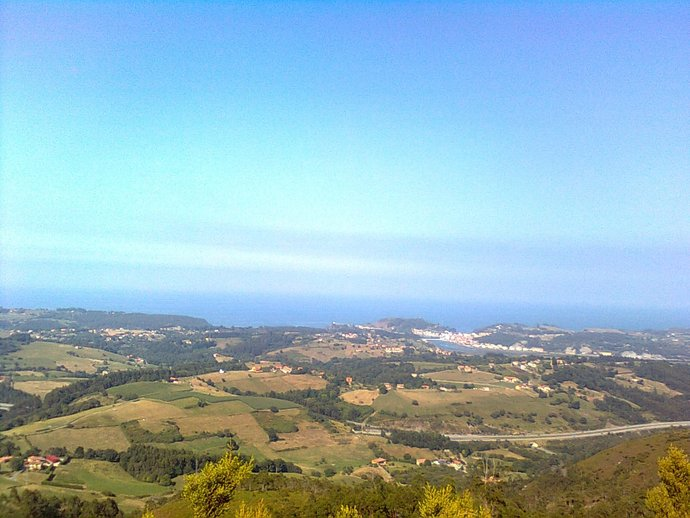
Vista desde el Monte Moro

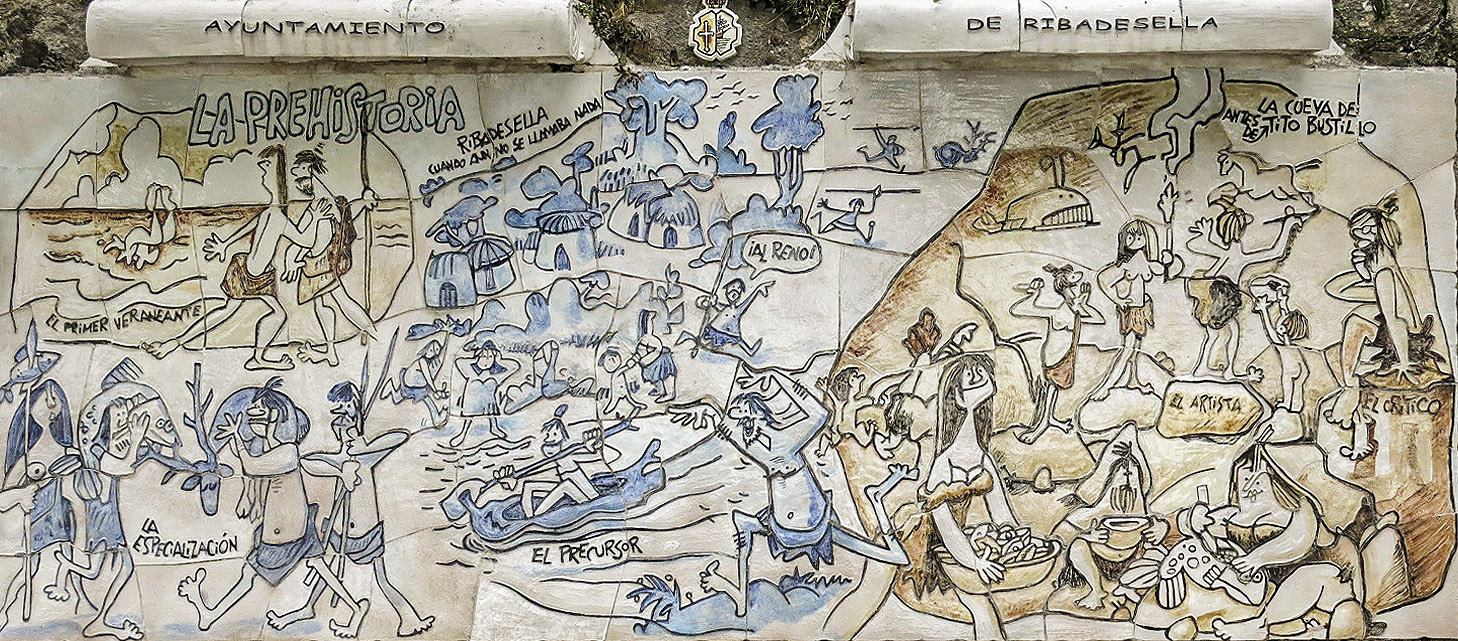
Cerámica de Antonio Mingote

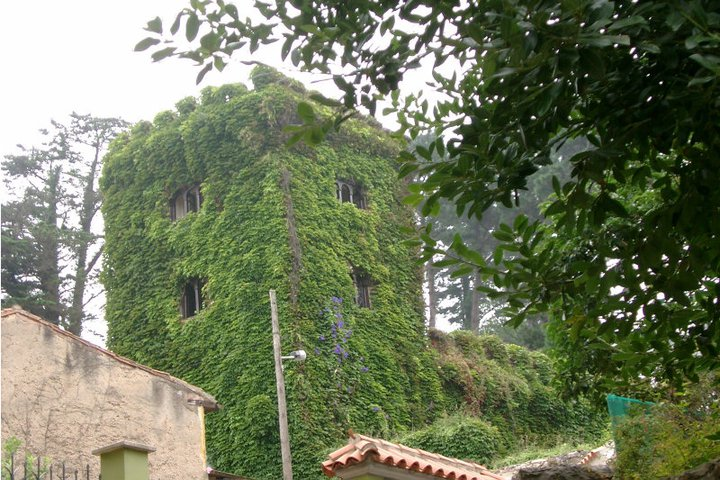
Torre de la Atalaya

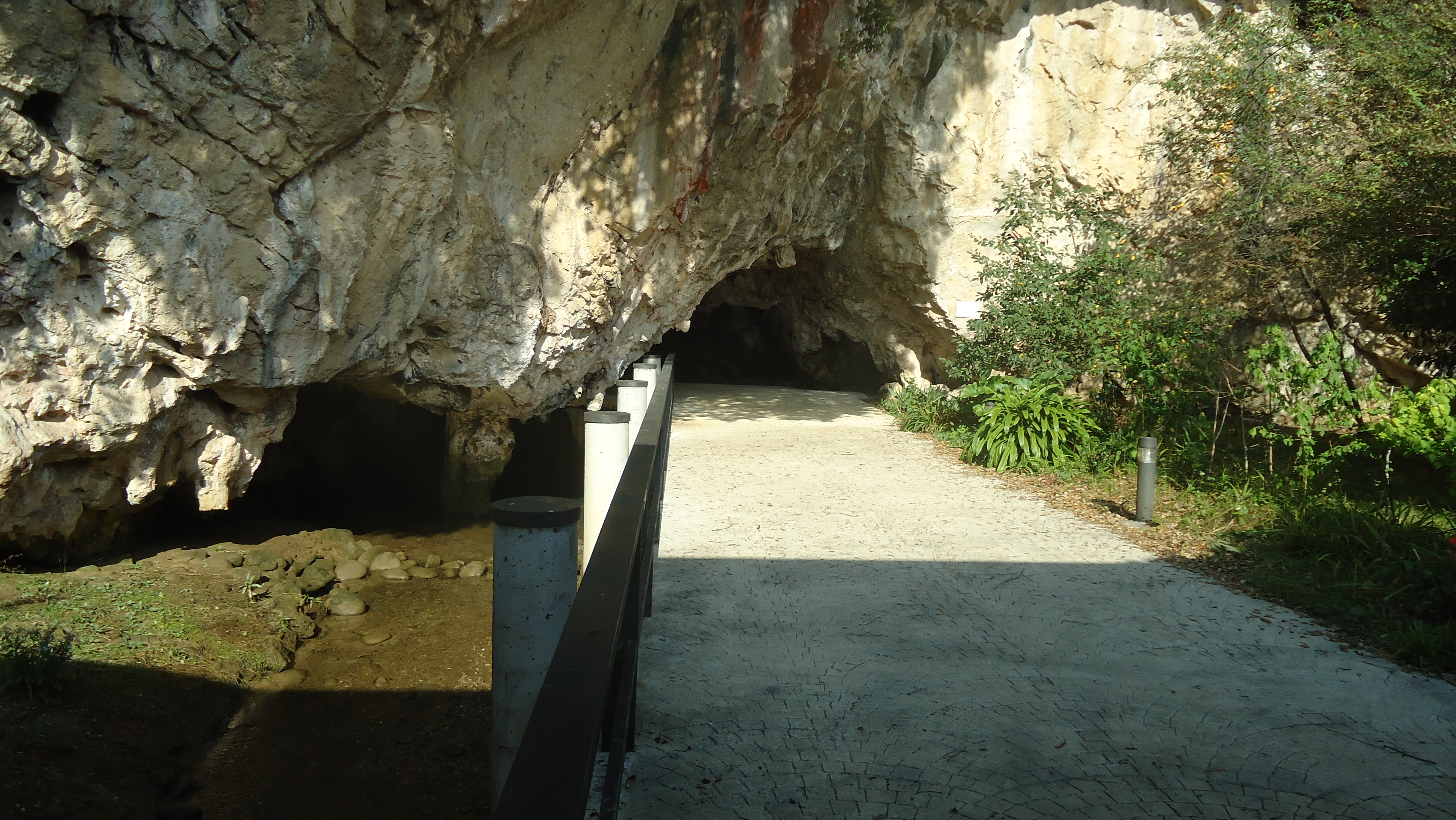
Cueva de Tito Bustillo, declarada Patrimonio de la Humanidad

- Cueva de Tito Bustillo, considerada una de las mejores representaciones de arte rupestre del mundo. Declarada Patrimonio de la Humanidad por la UNESCO junto a otras cuevas de la cornisa cantábrica como Altamira.
- Centro de Interpretación de la Cueva de Tito Bustillo.
- Iglesia de Santa María Magdalena, en la que destacan los frescos de la cúpula, de los hermanos riosellanos Uría-Aza, y el altar de piedra tallada.
- Palacio de los Prieto-Collado, actual Oficina de Correos.
- Casa de «El Escudo», casa natal de Darío de Regoyos
- Plaza de la Reina Mª Cristina, de origen renacentista, donde se encuentra el Palacio Prieto-Cutre, sede del ayuntamiento, el cual está sufriendo una reforma integral (solo se respeta la fachada) para adaptarlo a nuevos tiempos.
- Torre de la Atalaya, del siglo XIX, y de clara inspiración medieval, algo propio del Romanticismo.
- Plaza Nueva, surgida como centro neurálgico del ensanche riosellano, situada entre la Gran Vía y la calle del Comercio. Es una agradable plaza arbolada rodeada de terrazas. En ella se celebran la mayoría de eventos en la Villa.
- Ermita de Nuestra Señora de Guía, enclavada en el Monte Corberu.
- Paseo de la Princesa Letizia, un amplio paseo marítimo que va desde el final del puente del Sella hasta la Lonja del Pescado, y junto con la paralela calle de los Marqueses de Argüelles forma una ancha avenida en la cual están situadas mirando al puerto, la mayoría de las sidrerías y restaurantes.
- Ruta del Puerto, conjunto de seis paneles, pintados por Antonio Mingote, en el paseo de La Grúa que repasan la historia de la Villa desde la Prehistoria a nuestros días.
- Playa de l'Atalaya, la playa de la Villa, destaca por ser una playa de rocas en lugar de arena.
- Paseo de la Playa y playa de Santa Marina, elegante paseo donde se fusionan los impresionantes palacetes y casas de indianos con el Mar Cantábrico en su estado puro.
- Chalet de la Gaviota, ecléctico edificio que mezcla el estilo de las casas de campo alsacianas con elementos decorativos marineros.
- Gran Vía de Agustín Argüelles, el centro de la vida de Ribadesella, en ella se encuentran la mayoría de comercios y cafeterías. En ella se pueden admirar muchos ejemplos de arquitectura modernista, ecléctica y tradicional.
- Huellas de Dinosaurio en Tereñes.

### Patrimonio inmaterial

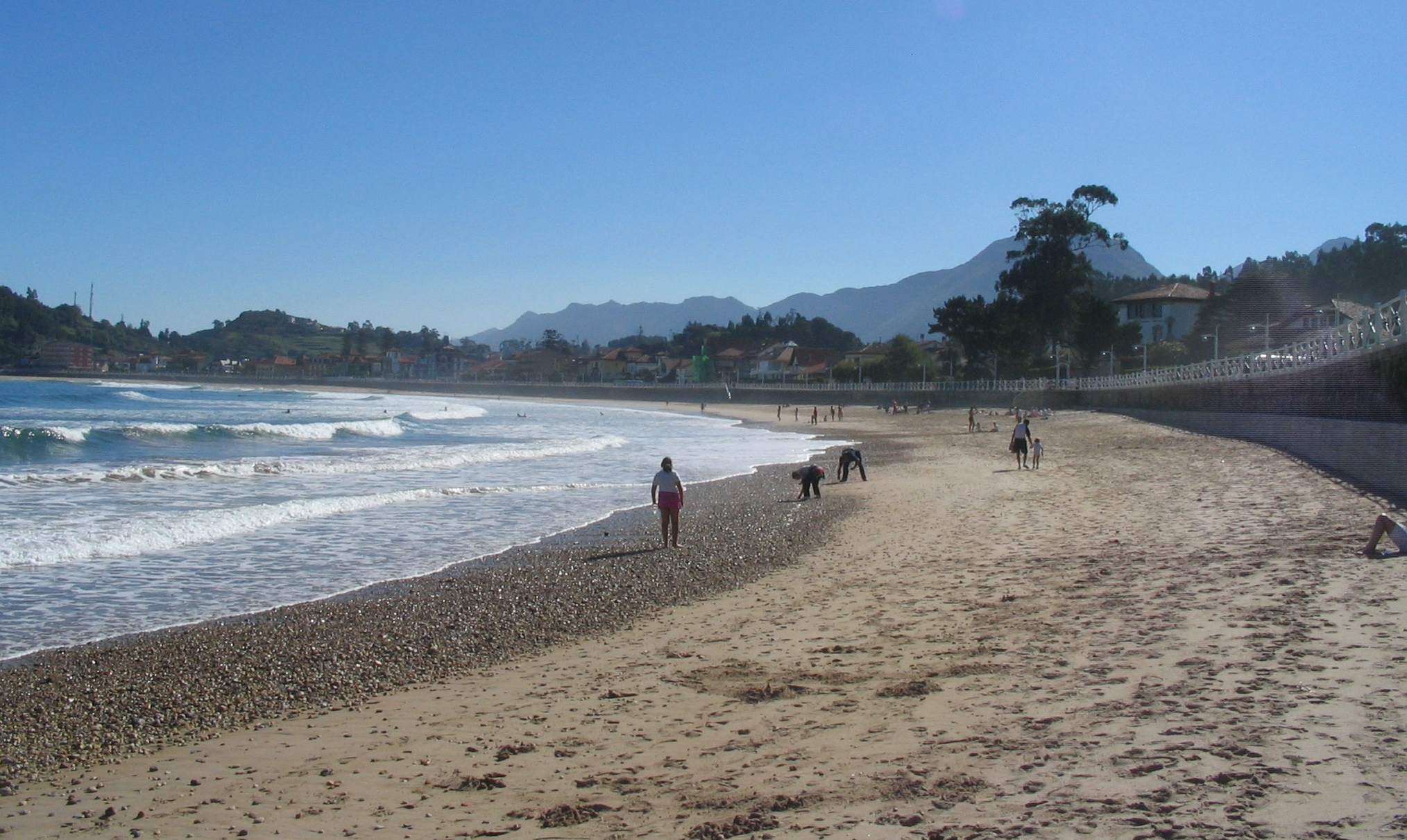
Playa de Santa Marina

Nombrado Municipio de Excelencia Turística, ofrece a quien lo visite turismo rural y activo, gracias a su belleza natural, historia y monumentos, gastronomía, y sobre todo un gran número de celebraciones festivas, destacando de entre todas ellas el Descenso Internacional del Sella (primer sábado después del 2 de agosto), fiesta declarada de interés turístico internacional y nacida a raíz de una idea de Dionisio de La Huerta. En ella se conjugan dos vertientes diferentes: Por un lado la deportiva, congregándose en ella lo mejor del piragüismo del momento, y por otro lado la festiva, ya que atrae a miles de visitantes, tanto nacionales como internacionales, que convierten a la villa en uno de los centros turísticos más importantes de toda la región asturiana.
Además de este festejo popular otras celebraciones del concejo destacables son los siguientes:
- El sábado siguiente al 17 de enero se celebra en Cuerres la fiesta de San Antón, una fiesta típica asturiana en la que no falta el ramo, las aldeanas con el traje regional, los porruanos, la procesión cantada al son de la pandereta, los gaiteros... Tras la misa tiene lugar una tradicional subasta de todo tipo de productos. Luego se baila la Danza Prima, y ya a la noche se celebra la romería.
- Los Carnavales que se celebran en febrero o marzo.
- En el mes de junio, son las fiestas de San Juan en Ribadesella el día 24.
- Las fiestas de la Virgen de la Guía en Ribadesella en el mes de julio.
- El 14 de julio se celebra San Buenaventura en Calabrez.
- En el mes de agosto 
  - La festividad de Ntra. Sra. de las Nieves el 5 de agosto en Tereñes.
  - Las tradicionales ferias y fiestas de San Mamés y San Lorenzo en Cuerres: el día 7 de agosto se celebra al patrón San Mamés con misa, procesión y verbena; en la tarde del día 9 de agosto tiene lugar la renombrada Feria del Queso de Cuerres que reúne año tras año a las mejores queserías de la zona y a cientos de visitantes que degustan la merienda en el prau de la fiesta hasta que comienza la romería, que se prolonga hasta bien entrada la noche; el día 10 de agosto, festividad de San Lorenzo, se celebra en Cuerres la Feria de Ganado, así como una carrera de cintas a caballo.
  - Las fiestas de Santa Marina en Ribadesella, el día 25.
- En el mes de septiembre son las fiestas de Nuestra Señora de la Esperanza en Collera el día 8.
- El sábado siguiente al 7 de octubre se celebra en Cuerres la fiesta de Nuestra Señora del Rosario con una procesión de candelas al atardecer, seguida de una fiesta gastronómica en la que se pueden degustar las especialidades típicas del pueblo, para luego bailar en la romería.

## Ciudades hermanadas
- Sanguinet (Francia, abril de 2018).[12]